# Johann Arnold Barckhausen
Johann Arnold Barckhausen (* 6. Dezember 1651 in Rinteln; † 15. Juni 1726 in Rumbeck) war ein deutscher Rechtswissenschaftler und Professor an der Juristischen Fakultät in Rinteln.

## Leben
Johann Arnold war der Sohn des Amtmanns Heinrich Dietrich Barkhausen (* 1600 in Lemgo; † 3. Dezember 1661 ebenda) und dessen Frau Beate Hecker (* 1614 in Lemgo; † 28. Juni 1667 ebenda), einer Nichte des Rintelner Professors David Pestel. Er absolvierte ab 1687 ein Studium der Rechte an der Universität Rinteln und promovierte dort am 15. November 1687 zum Doktor der Rechte. 1687 wurde er dort außerordentlicher Professor der Rechte und 1720 erhielt er einen ordentlichen Lehrstuhl an der juristischen Fakultät. Nachdem er 1721 Vizekanzler der Rintelner Alma Mater geworden war, übernahm er 1723 das Rektorat der Bildungseinrichtung. 1726 ernannte man ihn zum Lippischen Rat und Syndikus.
Aus seiner am 12. August 1694 in Rinteln geschlossenen Ehe mit Margaretha Elisabeth von Friesen, der Tochter eines königlich schwedischen Oberst, der Witwe des Amtsvogts in Rinteln David Ernst von Sobbe (1656–1692), stammen Kinder.
Auf einer Rückreise von Detmold kommend verstarb er beim Besuch bei seinem Sohn Johann Friedrich (1697–1743), dem Amtsvogt und Zollverwalter in Rumbeck, in dessen Haus. Er wurde am 20. Juni in der Gruft der Kirche zu Fuhlen beerdigt.

## Werke (Auswahl)
- Diss. Inaug. ad § Offerri 8. L. Julianus XIII. D. de act. Empt. &vend. De implementocontractus.Rinteln 1687 (Präside Eduard Franz Goclenius, Online)
- Diss. De eo quod justumest circa testamentaillegitimenatorumabsquedescendentibusmortuorum, ad illustr. Ordinat.Polit. Duc. Bremens. &Verdensis de illegitime natisconscriptae. Rinteln 1721 (Resp. Lic. Barthold Kühlbrunn, Online)
- Lessus super obitu H. E. Kestneri, Prof. Jur. Rinteln 1723
- Progr. De inventioneveritatis, ad aud. Orat. Inaug. De Necessariis Requisitis Studiosi Veritatis C. D. Wippermanni, Prof. Jur. Ord. Rinteln 1724 (Online)
- Progr. Occasione ab dicationis muneris Prorector. Rinteln 1724